# غوس هاردين
غوس هاردين (بالإنجليزية: Gus Hardin)‏ هي مغنية وكاتبة غنائية أمريكية، ولدت في 9 أبريل 1945 في تلسا في الولايات المتحدة، وتوفيت في 17 فبراير 1996 في سالينا في الولايات المتحدة.